# Међу лешинарима
„Међу лешинарима” (Unter Geiern) је немачки вестерн филм први пут приказан 8. децембра 1964. године. Режирао га је Алфред Ворер а сценарио је написан по делу Карла Маја.

## Улоге
| Глумац                   | Улога            |
| ------------------------ | ---------------- |
| Пјер Брис                | Винету           |
| Елке Зомер               | Ени Дилман       |
| Стјуарт Грејнџер         | Олд Суреханд     |
| Миха Балох               | „Пречасни” Велер |
| Воја Мирић               | Стјуарт          |
| Стојан Столе Аранђеловић | Милтон           |
| Илија Ивезић             | Џеки             |
| Душан Булајић            | Блумфилд         |
| Давор Антолић            | Род              |
| Борис Дворник            | Фред             |
| Мирко Краљев             | Бил              |
| Ђорђе Ненадовић          | Милер            |
| Милан Срдоч              | Стари Вабл       |
| Гојко Митић              | Вокадех          |
| Владимир Бачић           | Џими             |
| Драгомир Бојанић Гидра   | Џо               |
| Мирко Боман              | Дејви            |
| Маринко Ћосић            | Водич            |
| Владимир Медар           | Бејкер           |
| Дуња Рајтер              | Бетси            |